# Wolf-Niklas Schykowski
Wolf-Niklas Schykowski (* 1. September 1993 in Köln) ist ein deutscher Schauspieler.
Bekannt wurde er durch die Hauptrolle in dem ARD-Fernsehfilm Der große Tom unter der Regie von Niki Stein, für die er mit dem Deutschen Fernsehpreis ausgezeichnet wurde.

## Filmografie
- 2001:	Paps, Versprechen hält man!
- 2001: Ein himmlisches Weihnachtsgeschenk
- 2002:	Tatort – Schattenlos
- 2003:	Paradies in den Bergen
- 2005:	Liebe nach Rezept
- 2006:	Papa und Mama
- 2007:	Der große Tom
- 2009: Tatort – Tempelräuber
- 2011: Carl & Bertha
- 2012: Kommissar Stolberg – Der Mann der weint
- 2013: SOKO Köln – Der Kinderzimmermillionär

## Auszeichnungen
- 2008: Deutscher Fernsehpreis in der Kategorie „Förderpreis“ für Der große Tom